# Angela Verren
Angela Verren (nascida Chick; nascida em 1930), mais tarde Angela Verren-Taunt, é uma artista britânica.

## Biografia
Verren nasceu em Hampstead, no norte de Londres, e estudou no King's College, em Londres. Por muitos anos Verren pintou e esboçou na Grã-Bretanha e no exterior, na Toscana e na Grécia, e fez exposições em Londres e Cambridge, com os seus trabalhos muitas vezes a mostrar formas abstraídas da natureza. Depois de se casar com o matemático de Cambridge Derek Taunt e criar três filhos, Verren retomou a sua carreira de pintura e exibições. Em 1970 conheceu o artista Ben Nicholson, que se tornou um bom amigo e uma grande influência na sua arte, e que escreveu a introdução da sua exposição individual de 1978 na Crane Kalman Gallery em Londres. Após a morte de Nicholson, Verren tornou-se a detentora dos direitos autorais da suas obras.